# Knock on Wood
Knock on Wood (br Cabeça de Pau) é um filme estadunidense de 1954, do gênero comédia, dirigido por Melvin Frank e Norman Panama e estrelado por Danny Kaye e Mai Zetterling. Este é o primeiro filme de Kaye na Paramount Pictures, dez anos depois de sólida carreira em Hollywood. Como era habitual desde que se casaram em 1940, as canções que ele interpreta foram escritas pela esposa, Sylvia Fine: All About You, Knock on Wood e Monahan O'Han.
O roteiro, escrito pelos próprios produtores-diretores, recebeu da Academia de Artes e Ciências Cinematográficas uma indicação ao Oscar da categoria; outras indicações recebidas pelo filme vieram do Directors Guild of America e do Writers Guild of America.
Segundo o historiador Ken Wlaschin, Knock on Wood é um dos dez melhores filmes de Danny Kaye.

## Sinopse
Em Zurique, o ventríloquo Jerry Morgan vai buscar um de seus bonecos numa oficina cujo proprietário, Maurice Papinek, faz parte de uma rede de espionagem. Papinek coloca na cabeça do boneco os planos secretos de um novo avião, conseguidos por seus companheiros. Correio involuntário, Jerry ainda é seguido por outra organização criminosa, que também deseja os papéis. A seu lado está a bela psiquiatra Ilse Nordstrom, contratada para curá-lo de suas neuroses.

## Elenco
| Ator/Atriz     | Personagem         |
| -------------- | ------------------ |
| Danny Kaye     | Jerry Morgan       |
| Mai Zetterling | Ilse Nordstrom     |
| Torin Thatcher | Godfrey Langston   |
| David Burns    | Marty Brown        |
| Leon Askin     | Laslo Gromeck      |
| Abner Biberman | Papinek            |
| Gavin Gordon   | Vendedor de carros |
| Otto Waldis    | Brodnik            |

## Principais premiações
| Prêmio                           | Categoria                                     | Situação |
| -------------------------------- | --------------------------------------------- | -------- |
| Oscar                            | Melhor Roteiro Original                       | Indicado |
| Directors Guild of America Award | Melhor Diretor (Melvin Frank / Norman Panama) | Indicado |
| Writers Guild of America Award   | Melhor Comédia Norte-americana                | Indicado |